# Meimad (parti politique)
Le Meimad (hébreu : מימד, acronyme pour Medina Yehudit, Medina Demokratit (hébreu : מדינה יהודית, מדינה דמוקרטית), litt. État juif, État démocratique) est un parti israélien sioniste religieux de gauche. Fondé en 1999, il est issu l'idéologie du mouvement Meimad fondé en 1988 par le rabbi Yehuda Amital. Au niveau national, il fit partie d'une alliance avec le Parti travailliste et jusqu'au élections législatives de 2006, obtenait la dixième place sur la liste du Parti travailliste pour la Knesset. Le Meimad mit fin à cette alliance pour les législatives de 2009 et échoua à franchir le seuil électoral nécessaire pour obtenir des représentants.

## Histoire
Le mouvement Meimad fut fondé en 1988 par le rabbi Yehuda Amital, et comptait parmi ses membres l'ancien représentant à la Knesset du Parti national religieux, Yehuda Ben-Meir. Onze ans plus tard, un bras politique fut fondé, le Meimad, qui rejoignit l'alliance Un Israël qui remporta les élections législatives de 1999. Le Meimad obtint un siège, occupé par Michael Melchior. Le parti en obtint un deuxième quand Yehuda Gilad remplaça Maxim Levy en 2002. Tova Ilan représenta également le Meimad à la Knesset durant un bref moment en 2006 après que plusieurs autres représentants du Parti travailliste eurent démissionné.
En novembre 2008, le ministre et ancien membre du Parti travailliste Ami Ayalon rejoignit le Meimad. Le même mois, le parti mit fin à son alliance avec le Parti travailliste après que ce dernier lui eut signifié que la 10e place de la liste ne lui serait plus réservée pour les élections législatives de 2009.
Peu de temps après, Ami Ayalon mit fin à sa carrière politique, et le parti forma une alliance avec le Mouvement vert.

## Idéologie
Le parti partage sur les valeurs de nombreux partis sociaux démocrates, excepté sur les questions religieuses. Le Meimad, comme le Parti travailliste, prône une approche de centre-gauche au conflit israélo-palestinien[réf. nécessaire]. De plus, il prône l'inclusion de l'éducation religieuse dans le cursus principal des écoles publiques israéliennes, et encourage l'usage des tribunaux rabbiniques en sus des cours civiles.
Avec Michael Melchior, le parti a pris une approche plus à gauche à la fois sur les affaires étrangères et domestiques. Le parti a participé aux élections municipales en 2003, remportant de nombreux sièges clés à Tel Aviv. Il participa aussi avec le Meretz aux élections à Haïfa où il obtint un siège par un accord de rotation. Shlomo Yaakov Rapaport représenta ainsi le parti au conseil municipal, et est actuellement président du comité de l'Aliyah et de l'absorption de la ville ainsi que du comité municipal contre l'addiction à l'alcool et aux drogues.